# Daniela Billig

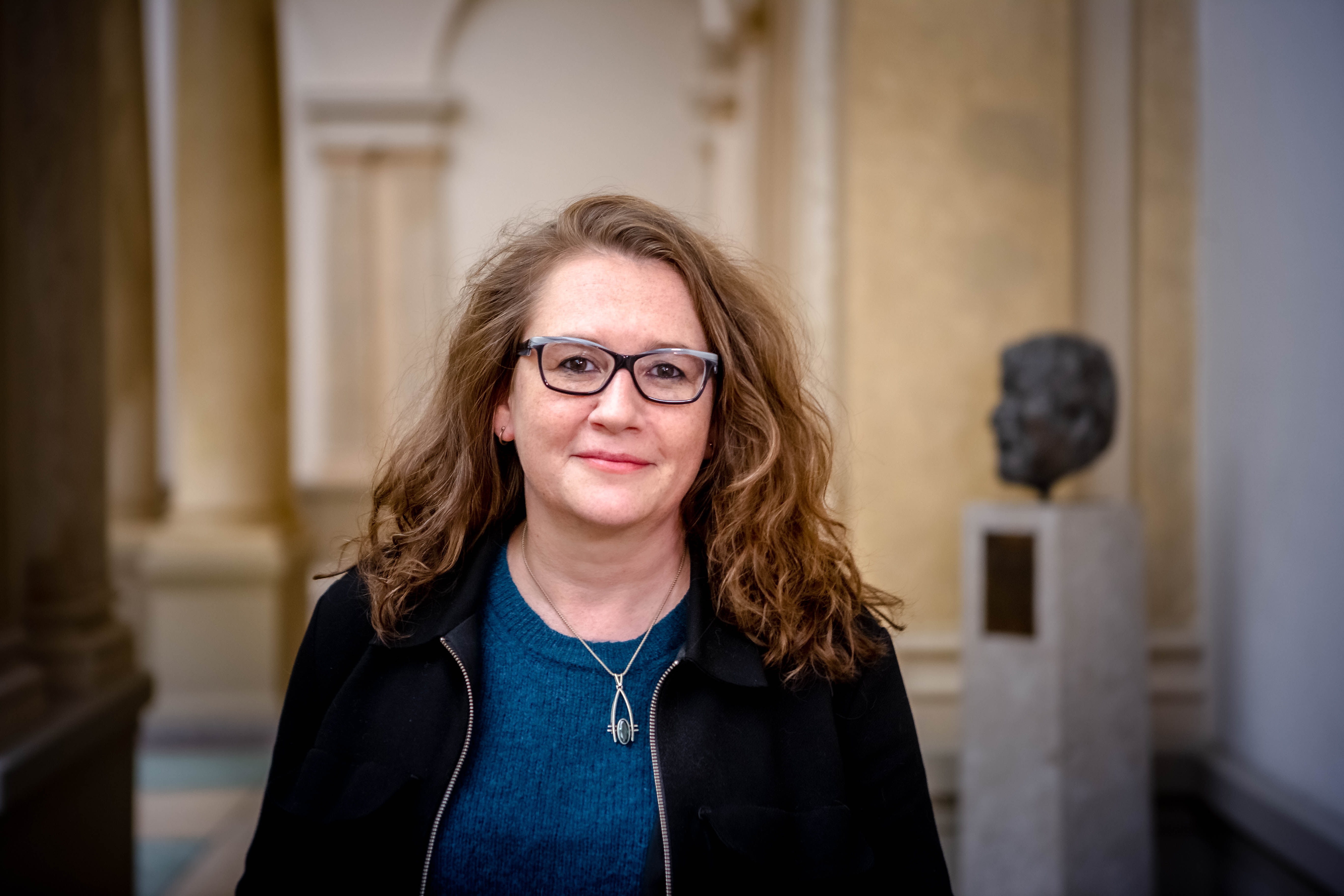
Daniela Billig (2021)

Daniela Billig (* 2. Juni 1970 in Monschau) ist eine deutsche Politikerin (Bündnis 90/Die Grünen) und Mitglied im Abgeordnetenhaus von Berlin.
Billig studierte von 1998 bis 2004 Archäologie, Ägyptologie und Musikwissenschaften an der Humboldt-Universität zu Berlin. Seit 2007 ist sie Mitglied von Bündnis 90/Die Grünen, zeitweise amtierte sie als Bezirksvorsitzende im Bezirk Pankow. Seit 2011 ist sie Fraktionsvorsitzende ihrer Partei in der Pankower Bezirksverordnetenversammlung.
2016 kandidierte Billig bei der Wahl zum Abgeordnetenhaus als Direktkandidatin im Wahlkreis Pankow 7 und unterlag Clara West (SPD). Den Einzug in das Parlament über die Landesliste verpasste sie knapp. Am 5. Januar 2018 rückte Billig in das Abgeordnetenhaus nach, nachdem die Grünen-Politikerin Canan Bayram in den Bundestag gewählt wurde und ihr Mandat im Landesparlament abgegeben hat. In ihrer Fraktion ist sie Sprecherin für den Bereich Stadtentwicklung. Bei der Abgeordnetenhauswahl 2021 erhielt sie das Direktmandat im Wahlkreis Pankow 8. Bei der Wiederholungswahl 2023 konnte sie ihren Sitz im Abgeordnetenhaus verteidigen.
Daniela Billig ist Mitglied der überparteilichen Europa-Union (EUB), die sich für ein föderales Europa und den europäischen Einigungsprozess einsetzt.